# Bourevestnik (sous-marin)
Pour les articles homonymes, voir Bourevestnik.
Le Bourevestnik (russe : Буревѣстникъ, en français : « pétrel ») était un sous-marin de la classe Bars de la marine impériale russe.

## Histoire
Le sous-marin est construit en 1915-1916 à Nikolaïev et entre en service à l’automne 1917 comme sous-marin d’entraînement de la flotte de la mer Noire. Son port d’attache est Sébastopol.
Le 16 décembre 1917, le sous-marin est intégré aux effectifs de la flotte rouge de la mer Noire. En mai 1918, l’armée allemande entre dans Sébastopol et le Bourevestnik devient le US-1 de la Kaiserliche Marine de la mer Noire (le pavillon de la marine impériale allemande n’est cependant jamais hissé sur le sous-marin). Le 23 octobre, l’Allemagne défaite transmet le sous-marin à la flotte ukrainienne.
Les forces d’intervention franco-anglaises s’emparent du sous-marin le 24 novembre 1918 et le transfèrent le 3 mai 1919 aux Forces Armées du Sud de la Russie du général Wrangel. Le Bourevestnik fait alors partie de la première division de marine des Forces armées du Sud de la Russie.
Lors de l’évacuation de la Crimée par les Blancs en novembre 1920, le Bourevestnik fait partie de l’escadre du contre-amiral Behrens et rejoint d'abord Constantinople (où le sous-marin hisse le pavillon français) puis Bizerte.
En octobre 1924, les autorités françaises reconnaissent les prétentions de l'Union soviétique sur les navires de la flotte blanche. Le Bourevestnik fait théoriquement partie de la flotte rouge pendant quelques jours avant d’être rayé des listes et envoyé à la casse vers 1930.

## Commandants
- 1919 : M.V. Kopiev
- 1920 : V.E. Zveguinski, V.V. Offenberg
- 1921-1922 : M.V. Kopiev